# Kazanka (obwód lipiecki)
Kazanka (ros. Казанка) – wieś (ros. деревня, trb. dieriewnia) w zachodniej Rosji, w sielsowiecie łomigorskim rejonu wołowskiego w obwodzie lipieckim.

## Geografia
Miejscowość położona jest nad rzeką Kszeń, 3 km od centrum administracyjnego sielsowietu łomigorskiego (Miszyno), 13 km od centrum administracyjnego rejonu (Wołowo), 133 km od stolicy obwodu (Lipieck).
W granicach miejscowości znajduje się ulica Karjernaja (2 posesje).

## Demografia
W 2012 r. miejscowość zamieszkiwały 2 osoby.